# Bezirk Rudki

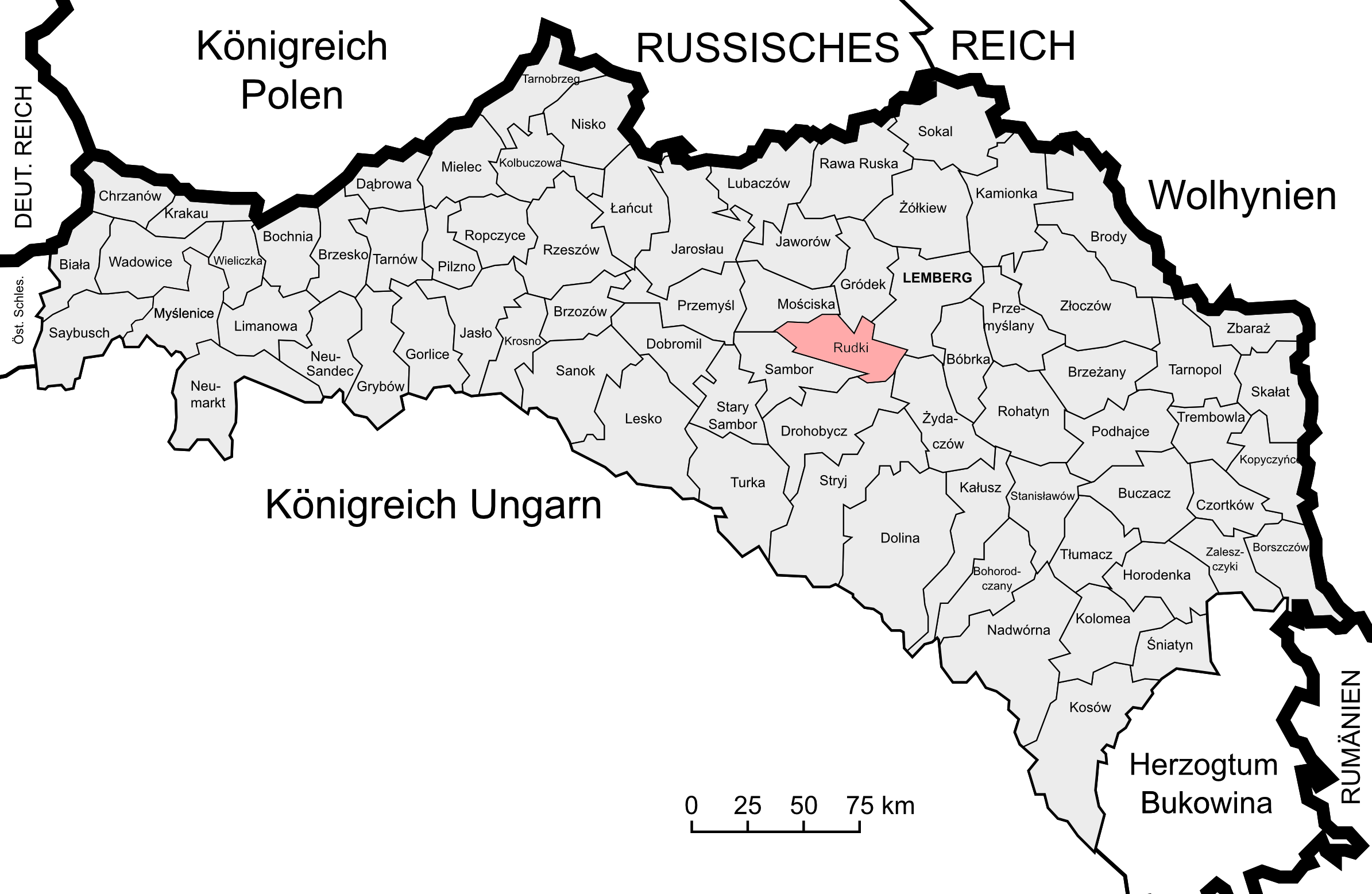
Lage des Bezirks Rudki im Kronland Galizien und Lodomerien

Der Bezirk Rudki war ein politischer Bezirk im Kronland Galizien und Lodomerien. Sein Gebiet umfasste Teile Ostgaliziens in der heutigen Westukraine (Oblast Lwiw, Rajon Sambir, Rajon Horodok, Rajon Mykolajiw und Rajon Mostyska). Sitz der Bezirkshauptmannschaft war die Stadt Rudki. Nach dem Ersten Weltkrieg musste Österreich den gesamten Bezirk an Polen abtreten.
Er grenzte im Norden an den Bezirk Gródek Jagielloński, im Nordosten an den Bezirk Lemberg, im Südosten an den Bezirk Żydaczów, im Süden an den Bezirk Drohobycz, im Südwesten an den Bezirk Sambor sowie im Nordwesten an den Bezirk Mościska.

## Geschichte
Nachdem die Kreisämter Ende Oktober 1865 abgeschafft wurden und deren Kompetenzen auf die Bezirksämter übergingen, schuf man nach dem Österreichisch-Ungarischen Ausgleich 1867 auch die Einteilung des Landes in zwei Verwaltungsgebiete ab. Zudem kam es im Zuge der Trennung der politischen von der judikativen Verwaltung zur Schaffung von getrennten Verwaltungs- und Justizbehörden. Während die gerichtliche Einteilung weitgehend unberührt blieb, fasste man Gemeinden mehrerer Gerichtsbezirke zu Verwaltungsbezirken zusammen.
Der neue politische Bezirk Rudki wurde aus folgenden Bezirken gebildet:
- Bezirk Komarno (mit 38 Gemeinden)
- Bezirk Rudki (mit 35 Gemeinden)
- Teilen des Bezirks Sambor (Gemeinden Brzegi, Burczyce, Mistkowice und Zarajsko)
- Teilen des Bezirks Sądowa Wisznia (Gemeinden Michajłowice und Jaremków)

Der Bezirk Rudki bestand bei der Volkszählung 1910 aus 74 Gemeinden sowie 56 Gutsgebieten und umfasste eine Fläche von 675 km². Hatte die Bevölkerung 1900 noch 68.348 Menschen umfasst, so lebten hier 1910 77.269 Menschen. Auf dem Gebiet lebten dabei mehrheitlich Menschen mit ruthenischer Umgangssprache (60 %) und griechisch-katholischem Glauben, Juden machten rund 8 % der Bevölkerung aus.

## Ortschaften
Auf dem Gebiet des Bezirks bestand 1910 Bezirksgerichte in Rudki und Komarno, diesen waren folgende Orte zugeordnet:
Gerichtsbezirk Komarno:
- Andryanów
- Brzeziec
- Buczały
- Burcze
- Chłopy
- Czułowice
- Hołodówka
- Horożanna Mała bestehend aus den Ortsteilen Horożanna Mała und Saska Dominikalna
- Horożanna Wielka
- Jakimczyce bestehend aus den Ortsteilen Jakimczyce und Klicko
- Katarynice bestehend aus den Ortsteilen Katarynice und Litewka
- Kołodruby
- Komarno
- Koniuszki Królewskie
- Koniuszki Tuligłowskie
- Łowczyce
- Małpa
- Manasterzec
- Mosty
- Nowa Wieś
- Nowosiółki Oparskie bestehend aus den Ortsteilen Nowosiółki Oparskie und Podwysokie
- Podolce
- Podzwierzyniec
- Pohorce
- Porzecze
- Powerchów
- Rumno
- Ryczychów
- Susułów
- Tatarynów
- Terszaków
- Tuligłowy

Gerichtsbezirk Rudki:
- Beńkowa Wisznia
- Błozew Dolna
- Chiszewice
- Chłopczyce
- Czajkowice
- Czernichów
- Dołobów
- Dubaniowice
- Hodwisznia
- Hoszany
- Jaremków
- Jatwięgi
- Kanafosty
- Knihynice
- Kołbajowice
- Koniuszki Siemianowskie
- Koropuż
- Kościelniki
- Kropielniki
- Kupnowice Stare
- Laszki Zawiązane
- Michalewice
- Milczyce
- Neukupnowice
- Nihowice
- Nowosiółki Gościnne
- Ostrów
- Podhajczyki
- Romanówka
- Rozdziałowice
- Rudki
- Szeptyce
- Szołomienice
- Uherce Wieniawskie
- Wańkowice
- Wistowice
- Woszczańce
- Zagórze